# San Antonio (Quezon)
San Antonio è una municipalità di quinta classe delle Filippine, situata nella Provincia di Quezon, nella regione di Calabarzon.
San Antonio è formata da 20 baranggay:
- Arawan
- Bagong Niing
- Balat Atis
- Briones
- Bulihan
- Buliran
- Callejon
- Corazon
- Loob
- Magsaysay
- Manuel del Valle Sr.
- Matipunso
- Niing
- Poblacion
- Pulo
- Pury
- Sampaga
- Sampaguita
- San Jose
- Sinturisan